# Catálogo Gum

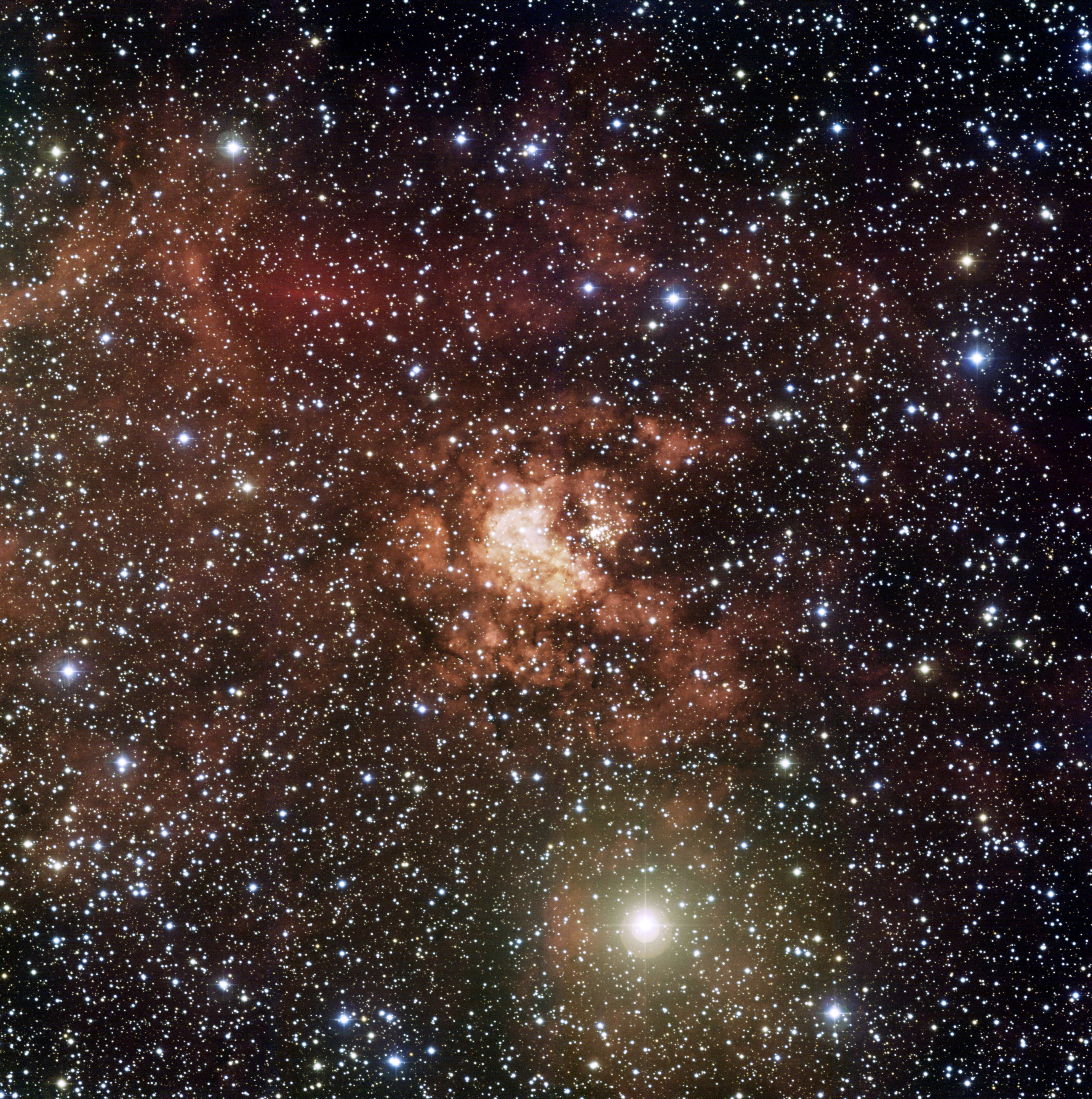
Nebulosa Gum 29.

El Catálogo Gum es un catálogo astronómico que contiene datos referentes a 85 nebulosas de emisión visibles desde el hemisferio sur. Fue realizado por el astrónomo australiano Colin Stanley Gum en el Observatorio de Monte Stromlo. El catálogo fue publicado en 1955 en "A study of diffuse southern H-alpha nebulae".